# IBM PC Convertible
IBM PC Convertible (5140) – komputer przenośny typu laptop amerykańskiej firmy IBM. Został zaprezentowany w kwietniu 1986. W chwili wejścia do sprzedaży kosztował 1995 (według innego źródła 2000) dolarów. Był wyposażony w system operacyjny PC-DOS.
Parametry komputera:
- procesor Intel 80C88 taktowany zegarem 4,77 MHz[3]
- pamięć CMOS RAM o pojemności 256 kB (możliwość rozszerzenia do 640 kB)[3]
- dwie stacje dyskietek 3,5 cala o pojemności 720 kB każda[1]
- monochromatyczny panel LCD[1]